# Iulii
Légende :
♦Patricien, ♦Plébéien, ♦Consulaire, ♦Sénatorial, ♦Équestre
Gens et Liste des gentes romaines
Les Iulii (singulier: Iulius) sont les membres d'une vieille famille de la Rome antique, la gens Iulia. L'un de ses membres les plus connus est Jules César (Caius Iulius Caesar).
Les Iulii historiquement connus sont une famille patricienne d'importance mineure, qui exerce quelques consulats mais ne fait pas partie, au Ier siècle av. J.-C., de la cinquantaine de familles de la nobilitas qui fournissaient la plupart des consuls. Les Iulii connaissent des revers de fortune, et Jules César grandit dans une maison assez modeste du bas quartier de Subure, de mauvaise réputation.
Ses principales branches portent les cognomina : Caesar et Iullus.

## Origine mythique
La tradition fait descendre les Iulii du Troyen Iule (ou Ascagne), fils d’Énée et de Créuse, amené en Italie par son père après la chute de Troie. Ce fondateur d’Albe la Longue est considéré comme le créateur de la famille qui, selon l’empereur Claude, se joint ensuite aux patriciens de Rome. Par ce lignage, César revendique, lorsqu’il prononce l’éloge funèbre de sa tante Julia, une ascendance remontant à Vénus,.

## Sous la République
Les Iulii se rattachent à la tribu rustique Fabia.

### VIe-IVesiècleav. J.-C.:Iulii Iulli
- Lucius Iulius, (v.-580 - ?)
  - Caius Lucius, (v.-550 - ?)
    - Caius Iulius Iullus, (v.530 - ap.-451), consul en -489 et 482 av. J.-C.;
      - Caius Iulius Iullus, fils du précédent, consul en 447, 435 et 434 av. J.-C.

    - Vopiscus Iulius Iullus, oncle du précédent, consul en 473 av. J.-C.
      - Lucius Iulius Iullus, fils du précédent, consul en 430 av. J.-C.
        - Lucius Iulius Iullus, fils du précédent, tribun consulaire en 401 et 397 av. J.-C.

      - Spurius Iulius Iullus, oncle du précédent
        - Caius Iulius Iullus, fils du précédent, tribun consulaire en 408 et 405 av. J.-C.
        - Lucius Iulius Iullus, frère du précédent, tribun consulaire en 403 av. J.-C.
          - Lucius Iulius Iullus, fils du précédent, tribun consulaire en 388 et 379 av. J.-C.
- Cnaeus (ou Caius) Iulius Mento, consul en 431 av. J.-C.
- Sextus Iulius Iullus, tribun consulaire en 424 av. J.-C.
- Caius Iulius Iullus (en), dictateur en 352 av. J.-C.

### IIIesiècleav. J.-C.-Iersiècleap.J.-C.:Iulii Caesaris
- Lucius Iulius Libo, (v.-310 - ap.-267), consul en 267 av. J.-C. ;
  - Lucius Julius Libo, (v.-280 - ?), sénateur du IIIe siècle av. J.-C. ;
    - ? (Lucius Iulius Caesar), (v.-255 - ?);
      - Lucius Iulius (Caesar), (v.-225 - ap.-183), préteur en -183;

    - Sextus Iulius Caesar, (v.-250 - ap.-208), préteur en -208;
      - Lucius Julius Caesar, (v.-210 - -166), préteur en -166;
        - ? Caius Iulius Caesar, (v.-170 - ?);
          - Sextus Iulius Caesar, (v.-140 - -90), consul en -91;
          - Caius Iulius Caesar, (v.-135 - -85), préteur vers -92;
            - Julia, (v.-105 - ?), épouse de Pinarius puis de Pedius;
            - Julia, (v.-103 - -51), épouse de Marcus Atius Balbus;
            - Caius Iulius Caesar, (12/7/-102 - 15/3/-44), consul en -59, -48, -46, -45 et -44, dictateur en -48, -45 et -44, dictateur à vie en -44;
              - Julia, (v.-83 - -54), épouse de Pompée;
              - ? Ptolémée Caesar, (v.-47/4 - -30);
              - Caius Iulius Caesar Octavianus, (23/9/-63 - 19/8/14), fils adoptif de Jules César, empereur romain en -27;
                - Julia, (10/-39 - 14), épouse de Marcus Claudius Marcellus, puis de Marcus Vipsanius Agrippa, puis de Tibère;
                - Caius Julius Caesar Vipsanianus, (-20 - 21/2/4), fils adoptif de son grand-père maternel Auguste, consul en 1;
                - Lucius Julius Caesar Vipsanianus, (27/1/-17 - 20/8/2), fils adoptif de son grand-père maternel Auguste;
                - Agrippa Iulius Caesar, (-12 - 14), fils adoptif de son grand-père maternel Auguste;
                - Tiberius Iulius Caesar Augustus, (16/11/-42 - 16/3/37), fils adoptif d'Auguste, empereur romain en 14;
                  - Drusus Iulius Caesar, (7/10/-13 - 14/9/23), consul en 15 et en 21;
                    - Julia, (v.5 - 43), épouse de Nero Iulius Caesar puis de Rubellius Blandus;
                    - Tiberius Julius Caesar Nero Gemellus, (10/10/19 - 12/37), fils adoptif de Caius Caesar;
                    - Germanicus Caesar, (10/10/19 - 23);

                  - Germanicus Iulius Caesar, (24/5/-15 - 10/10/19), consul en 12 et 18, fils adoptif de Tibère;
                    - Nero Iulius Caesar, (v.6 - 31), questeur en 26;
                    - Drusus Iulius Caesar, (v.7 - 33);
                    - Tiberius (Iulius Caesar), (v.8 - v.10)
                    - (Iulius Caesar), (v.10 - v.13)
                    - Caius (Iulius) Caesar, (11 - 12)
                    - Imp. Caius Caesar Augustus Germanicus, (31/8/12 - 24/1/41), empereur romain en 37;
                      - Julia Drusilla, (9/39 - 24/1/41)

                    - Julia Agrippina, (6/11/15 - 21/3/59), épouse de Domitius Ahenobarbus, puis de Crispus Passienus, puis de Claude;
                    - Julia Drusilla, (16/9/16 - 10/6/38), épouse de Cassius Longinus puis de Aemilius Lepidus;
                    - Julia Livilla, (18 - 42), épouse de Marcus Vinicius;

          - Julia, (v.-130 - -68), épouse de Caius Marius;

      - Sextus Iulius Caesar, (v.-205 - ap.147), consul en -157;
        - Lucius Iulius Caesar, (v.-170 - ap.-129), ancien préteur en -129;
          - Lucius Iulius Caesar, (v.-135 - -87), consul en -90;
            - Lucius Iulius Caesar, (v.-110 - -40), consul en -64, censeur en -61;
              - Lucius Iulius Caesar, (v.-80 - -46), proquesteur d'Afrique en -47;
              - Sextus Iulius Caesar, (v.-79 - -46), proquesteur de Syrie en -47;
              - ? Cnaeus Iulius (Caesar?), questeur;

            - Julia, (v.-105 - ap.-39), épouse de Marcus Antonius Creticus puis de Publius Cornelius Lentulus Sura;

          - Caius Julius Caesar Strabo Vopiscus, (v.-130 - -87), candidat au consulat en -88;
            - Julia, (v.-110 - ?), épouse de Publius Sulpicius Rufus;

        - ? Sextus Iulius Caesar, (v.-160 - ap.-123), préteur urbain en -123;

## Sous l'Empire
L'octroi de la citoyenneté romaine aux provinciaux par Jules César puis par les empereurs Julio-Claudiens diffuse le nom Iulius dans l'Empire, particulièrement en Gaule romaine, où de nombreux gaulois naturalisés adoptent ce nom.

### Iuliid'Italie
- (Iulius);
  - (Tiberius) Iulius Lupus, (v.5 - 1/41), tribun d'une cohorte prétorienne en 41;
    - Tiberius Julius Lupus, (v.30 - 73), préfet d'Egypte en 71;
      - Publius Iulius Lupus, (v.55 - ap.99), consul suffect;
        - Iulia Lupula Arria Fadilla, (v.95 - ap.140);

      - ? (Iulius Lupus), (v.60 - ?);
        - ? Caius Iulius Lupus, (v.85 - ?);
          - Caius Iulius Lupus Titus Vibius Varus Laevillus, (v.108 - ap.132);

  - (Iulia), (v.10 - ap.41), épouse de Marcus Arrecinus Clemens;

### Iulii d'Achaie

#### Iulii de Sparte
- Caius Iulius Euryclès, (v.-55 - -7/2)
  - (Caius Iulius) Lakon, (v.-30 - ?);
    - ? (Caius Iulius Lakon), (v.5 - ?)
      - ? Caius Iulius Lakon, (v.40/5 - ap.v.80/5), patron de Sparte;
        - Caius Iulius Laco, (v.65 - av.136), patron de Sparte;
        - Caius Iulius Eurycles Herculanus Lucius Vibullius Pius, (v.73 - 136/7), tribun de la plèbe, préteur, légat de la legio III Gallica, fils adoptif de Lucius Vibullius Pius;

    - ? Caius Iulius Argolicus, (v.10 - ?), notable de Sparte;

  - (Caius Iulius) Rhadamanthys;
  - (Caius Iulius) Deximachos, (v.-35 - ?)

### Iulii deThrace
- Rhescuporis Ier, (v.-85 - -42), Roi des Sapéens en -48;
  - Cotys VI, (v.-65 - v.-31), Roi des Sapéens vers -42;
    - Ne, (v.-40 - ?), épouse de Cotys VII;
    - Rhescuporis II, (v.-40 - -11), roi de Thrace en -18;
      - Sextus Iulius (Cotys?), (v.-20 - ?);
      - Caius Iulius Rhoemetalces, (v.-15 - 38?), roi de Thrace en 19;
        - Pythodoris II, (v.10 - ?), épouse de Caius Iulius Rhoemetalces

  - Rhémétalcès Ier, (v.-60 - 12), Roi des Sapéens vers -31, Roi de Thrace en -11;
    - Caius Iulius Cotys, (v.-20 - 19), Roi de Thrace en 12;
      - Gepaepyris, (v.1 - ap.39), épouse de Tiberius Iulius Aspurgus;
      - Caius Iulius Rhemetalces, (v.5 - 46), Roi de Thrace en 38;
        - Caius Iulius Rhascus, (v.30 - ap.44);

      - Caius Iulius Polemo, (v.10/5 - 68/9), Roi du Pont de 38 à 64, roi de Cilicie de 41 à 68;
        - (Caius Iulius) Polémon Eupator, (v.55 - ?);
        - (Caius Iulius) Rheometalces Philocaesar, (v.60 - ?);

      - Sextus Iulius Cotys, (19 - 47/54), Roi d'Armenie mineure en 38;

  - Rhescuporis III, (v.-45 - 19), Roi des Odryses en 14, roi de Thrace de 12 à 19;
    - Rhoesmetalces, (v.-10 - ?);

### Iulii de Gaule Narbonnaise

#### Iulii deVienne
- Lucius Julius Vestinus, (v. -5/1 - ap. 70), chevalier romain, préfet d'Egypte en 60-62;
  - (Lucius Iulius Vestinus), (v. 20 - ap. 48);
  - Marcus Julius Vestinus Atticus, (v. 25 - 4/65), consul en 65;
    - ? Atticus, (v. 64 - ap. 92), cité par Martial;
    - ? (Julia Vestina), (v. 65 - ?), épouse un Marcus Vibius;

- Sextus Iulius Italicus;

- Sextus (Iulius);
  - (Iulia Frontina), (v.30 - ?), épouse de Publius Calvisius Ruso;
  - Sextus Iulius Frontinus, (v.35 - 103), consul suffect en 74, 98 et 100;
    - Iulia Frontina, (v.60 - ?), épouse de Quintus Sosius Senecio;

#### Iulii deForum Julii
- Lucius Julius (né v.-20 - ?)
  - Lucius Julius Graecinus (v.5 - 40)
    - Cnaeus Julius Agricola (13/6/40 - 23/8/93) Consul suffect en 77;
      - (Iulius Agricola) (né v.63 - v.65)
      - Julia (v.65 - ) épouse Tacite en 78.
      - (Iulius Agricola) (? - v.79)

  - Marcus Julius Graecinus (v.15 - ap.40), Questeur en 40.

#### Autres
- Sextus Iulius, (v.20 - ?);
  - Lucius Iulius Ursus Servianus, (v.47 - 136), consul suffect en 90, consul en 102 et 134, fils adoptif de Lucius Iulius Ursus[3];
    - (Iulia), (v.80 - ?), épouse de Caius Valerius Flaccus Setinus Balbus;
    - Iulia Paulina, (v.95 - ?), épouse de Cnaeus Pedanius Fuscus Salinator;

### Iulii de Gaule Aquitaine
- (Iulii), aquitain d'une lignée royale;
  - (Iulii), (v.5/10 - ?) sénateur romain;
    - Caius Julius Vindex, (v.35 - 5/68) instigateur de la révolte contre Néron en 68.

#### Iulii de Saintes
- Eporedivix (v.-100 - ?);
  - Caius Julius Agedomopas (v.-75/0 - ?);
    - Caius Julius Catuaneunius (v.-45 - ?);
      - Caius Julius Rufus (v.-20 - ap.19), sacerdos ad aram ;

    - Caius Julius Congonnetodubnus; (v.-40 - ?)
      - Caius Julius Victor (v.-15 - ap.v.25), sacerdos ad aram;
        - Caius Julius Victor (v.10 - ap.49).

- (Iulii) (v.-40)
  - Julius Africanus, (v.-10) originaire de Saintes, condamné en 32 .
    - Julius Africanus, (né v.15 - ap.59), orateur sous Néron.
      - (Iulii Africani), (né v.40);
        - Julius Africanus, (né v.60 - ap.106), consul suffect en 106.

### Iulii de Gaule Lyonnaise

#### Iulli Eduens
- Caius Julius Vercondaribudnus, (v.-60 - ap. -12) il est le premier prêtre de l'autel du sanctuaire impérial des trois Gaules, exerçant sa charge en -12.
- (Iulii) (v.-50);
  - Julius Sacrovir, (v.-20 - 21)

- Eporedorix (v.-100 - ap.-52);
  - N. (v.-70)
    - Caius Julius Eporedirix (v.-40 -?)
      - Caius Julius Magnus (v.-10 -?)
        - Caius Julius Proculus (v.20 - ?)
        - Lucius Julius Calenus (v.20 - ap.69)

#### Iulii Ségusiaves
- Caius Julius Iullus, qualifié de prince des Ségusiaves au Ier siècle[b 1].

### Iulii de Gaule Belgique

#### Iulii Séquanes
- Quintus Julius Togirix, connu uniquement grâce à un monnayage abondant.

#### Iulii Rèmes
- Julius Auspex, (v.30 - ap.70)

#### Iulii Trévires
- (Iulii)
  - Julius Florus, (v.-15 - 21)
- (Iulii)
  - Julius Indus, (v.-15 - ap. 21)
    - Iulia Pacata Induca, épouse de Caius Julius Alpinus Classicianus.
- Julius Valentinus, (v.40 - ap.70)

#### Iulii Lingons
- (Iulius) (v.5)
  - Julius Sabinus, (v.25 - 78), se proclame César en 70 avant de se cacher dans un tombeau (ou une grotte), il est mis à mort lors de sa découverte après 9 ans d'enfermement malgré les supplications de son épouse Eponine.

#### Iulii Bataves
- (Iulii), d'une lignée royale;
  - Julius Paulus, (v.25 - 68)
  - Caius Julius Civilis, (v.25 - ap.70)
    - (Iulius), (v.60 - ap.70)

  - (Iulia) épouse un (Iulius) donc;
    - Julius Briganticus, (v.45 - ap.70)

### Autres Iulii gaulois

#### Iulii desAlpes cottiennes
- Donnus, (v.-80 - ?), Roi des Ségusiens[a 4];
  - Marcus Julius Cottius, (v.-50 - ap.-8), Roi des Alpes, praefectus[a 5];
    - Caius Iulius Cottius, (v.-20 - 44), praefectus[b 2],[b 3];
      - Marcus Iulius Cottius, (v.10 - 64/6), Roi des Alpes en 44[a 6];

    - Marcus Iulius Donnus, (v.-15 - ap.v.20);

  - (Iulii), (v.-45 - ?);
    - Quintus Iulius Vestalis, (v.-15 - ap.12), centurion [a 7];

#### Autres
- Caius Julius Licinius, prisonnier gaulois affranchis par Jules-César, il devient plus tard le trésorier d'Auguste et procurateur des Gaules, connu pour sa richesse et sa cupidité.
- Sextus Iulius Gabinianus, (v.30/40 - ap.70/9), rhéteur sous le règne de Vespasien[a 8].

- Caius (Iulius), (v.-20 - ?);
  - Caius Iulius Alpinus Classicianus, (v.10 - 65), procurateur d'Auguste en Bretagne;
    - (Caius Iulius) Alpinius Montanus, (v.30 - ap.69), préfet de cohorte;
    - Decimius (Iulius) Alpinius, (v.35 - ap.69);
- (Tiberius Iulius), (v. 40 - ?), épouse une (Metilia);
  - ? (Tiberius Iulius Rufinus Rutilianus Censor), (v. 65 - ?);
    - ? (Iulia), (v. 90 - ?), épouse de Caius (Sedatius);
    - ? (Iulia), (v. 95 - ?), épouse de (Lucius Bellicius) Marcellus Claudius (Sollers)[4];

### Iuliide Germanie

#### IuliiChérusque
- Segimerus, (v.-45 - ap.9), roi des Chérusques;
  - Caius Iulius Arminius, (v.-17 - v.21), roi Chérusques en 9;
    - (Caius Iulius) Trumelinus, (v.15 - v.30/1);

  - Caius Iulius Flavus, (v.-15 - av.47), roi des Chérusques (en 21?);
    - Caius Iulius Italicus, (v.15 - ap.47), roi des Chérusques en 47;
      - ? (Caius Iulius) Chariomerus, (? - ap.88), roi Chérusques.
- (Caius Iulius) Segeste, (v.-40 - ap.17);
  - Thusnelda, (v.-10 - ap.17), épouse d'Arminius;
  - Caius Iulius Segimundus, (? - ap.17)

### Iuliid'Arabie
L'empereur Philippe l'Arabe est originaire d'Aurinatis, une petite cité situé non loin d'Emèse, dans la province d'Arabie.
- (Iulius) Marinus, (v.170 - av.244);
  - Imp. Caesar Marcus Iulius Philippus Aug., (v.204 - 10/249), empereur romain en 244;
    - Imp. Caesar Marcus Iulius Severus Philippus Aug., (237/8 - 10/244), empereur romain en 247;

  - Caius Julius Priscus, (v.205 - 249), préfet du prétoire en 242;
    - (Iulius), (? - 249?)

### Iuliid'Asie

#### Iulli Antiochi
- Caius Iulius Antiochus Epiphanes, (v.10 - ap.72), Roi de Commagène;
  - Caius Iulius Antiochus Epiphanes, (v.35 - ap.73),
    - Caius Iulius Antiochus Epiphanes Philopappus, (v.67 - 114/6), consul suffect en 109;
      - ? (Iulia Bassa Capitolina Balbilla Agrippina), (v.85 - ?), épouse de Caius (Iulius) Longinus Sohaemus[n 1];

    - Julia Balbilla, (v.72 - ap.130);

  - (Iulius) Callinicus, (v.40 - ap.73);
  - (Iulia), (v.45 - ?), épouse de Caius Julius Laco;
  - Iulia Iotapa, (v.60 - ?), épouse de Caius Julius Alexander[3];

#### Iulii Polemaeani
Leș Iulii Polemaeani sont originaire d'Éphèse, ils sont inscrits dans la Tribu Cornelia.
- Tiberius (Iulius Polemaeanus), (v.20 - ?);
  - Tiberius Iulius Celsus Polemaeanus, (v.45 - v.115), consul suffect en 92, proconsul d'Asie en 105;
    - Iulia Quintilia Isauria, (v.70 - ?), épouse de Tiberius Claudius Iulianus;
    - Tiberius Iulius Aquila Polemaeanus, (v.75 - ap.117/20), consul suffect en 110;
    - (Iulia), (v.80 - ?), épouse de (Scribonius)[b 4];

#### Iulii Candidi
- (Tiberius Iulius Candidus), (v.20 - ?);
  - Tiberius Iulius Candidus Marius Celsus, (v.45 - 105/17), consul suffect en 86, proconsul d'Asie, consul II en 105[b 5];
    - Tiberius Iulius Candidus Caecilius Simplex, (v.70/5 - ap.119), préteur av.106;
      - Tiberius Iulius Candidus Caecilius Simplex, (v.105 - ap.145), Frères Arvales;

    - Tiberius Iulius Candidus, (v.80 - ap.139), Frères Arvales;
      - ? Iulius Candidus, (v.100/5 - ?), proconsul d'Achaie;
        - Tiberius Iulius Candidus Capito, (v.135 - ap.v.166), Frères Arvales, légat de la Legio I Adiutrix;

    - ? (Tiberius Iulius) Candidus (Marius) Celsus, (v.90 - ap.129), préteur en 121, consul suffect en 129?;

### IuliideGalatie
- Artemidoros, (v.-5 - ?);
  - Caius Iulius Severus, (v.15 - ?);
    - Caius Iulius Severus, (v.40 - ?), tribun de la Legio VI Ferrata;
    - Caius Julius Bassus, (v.45 - ap.103), consul suffect en 99;
      - Caius Iulius Quadratus Bassus, (v.70 - 117), consul suffect en 105;
        - Iulia Quadratilla;
        - Caius Iulius Bassus, (v.105 - ap.139), consul suffect en 139[3];

### Iuliide Syrie

#### IuliideSidon
- Tiberius Iulius Abdes Pantera, (v.-34/-11 - v.29/52), porte enseigne de la Ier cohorte d'archers[b 6].

#### Iuliid'Emèse
Leș Iulii d'Emèse obtient la citoyenneté romaine de la part d'Auguste, ils sont inscrits dans la tribu Fabia.
- Caius Iulius Sampsigeramus, (v.-20 - 42/53), Roi d'Emèse;
  - (Caius Iulius) Azizus, (v.5 - 54), Roi d'Emèse;
  - Iotapa, (v.5 - ?), épouse d'Aristobule;
  - Caius Iulius Sohaemus, (v.5/10 - ap.73), Roi d'Emèse en 54;
    - ? Caius Julius Alexion, (v.35 - av.78/9);
      - Gaius Julius Sampsigeramus, (v.55 - ap.79);
        - ? Caius (Julius?) Longinus Sohaemus, (v.80 - ap.111);
          - Sampgiseramus (? - 137);
            - ? Caius Julius Sohaemus, (v.120 - ap.172), Roi d'Arménie, consul suffect v.161/4;

          - ? Caius Iulius Avitus, (v.105 - ap.149), consul suffect en 149;
            - ? Iulia Bassa, (v.130 - ?), épouse un (Tiberius Claudius);

          - ? (Avitus Capitolinus), (v. 105 - ?)
            - ? Avitus Capitolinus, (v.125 - 169);
              - ? Caius Julius Avitus Alexianus, (v.150 - 217), consul suffect, proconsul d'Asie;
                - Julia Soaemias Bassiana, (v.180 - 3/222), épouse de Sextus Varius Marcellus;
                - Julia Avita Mamaea, (v.185 - 235), épouse de Gessius Marcianus;

          - Julius Agrippa, (v. 105/10 - ?);
          - (Iulius Balbillus), (v. 105/10 - ?);
            - ? Julius Bassianus, (v. 130/5 - ap.187), prêtre d'Elagabal;
              - Julia Maesa, (v.155 - 224/6), épouse de Caius Julius Avitus Alexianus;
              - Julia Domna, (v.160 - 217), épouse de Septime Sévère;

            - ? (Tiberius Iulius Balbillus), (v.130/5 - ?);
              - ? Tiberius Julius Balbillus, (v.160 - 222?), prêtre d'Elagabal,[b 7],[b 8],[b 9],[b 10];
                - ? Aurelius Iulius Balbillus, (v. 185 - ap. 215), sacerdos Solis en 215[b 11];
                  - ? Lucius Iulius Aurelius Sulpicius Severus Uranius Antoninus, (v. 220 - 254?), sacerdos Solis, usurpateur en 253;

        - Iotape, (? - 108), épouse un (Flavius?);
          - Titus Flavius Sampsigeramus, (v.90 - 108);

        - Nemrosansus, (? - ap.99)

    - ? Julia Mamaea, (v.40 - ap.v.60), épouse de Caius Iulius Polemon[3];

#### Iuliid'Antioche

##### Iulii Asper
Leș Iulii Asper d'Antioche sont inscrits dans la tribu Fabia, leurs représentants à partir du IIe siècle sont inscrits dans la tribu Galeria, Christian Settipani suppose une génération féminine entre les deux branches.
- Caius (Iulius), (v.-40 - ?);
  - Caius Iulius Asper, (v.-10 - ?);
    - Caius Iulius Asper, (v.10 - ap.41/54);
      - (Caius Iulius Asper), (v.40 - ?);
        - ? (Iulia);
          - Caius Iulius Asper Pansinianus, (v.100 - ap.129), duumvir;
            - ? (Caius Iulius Asper), (v.125 - ?);
              - ? Caius Iulius Asper, (v.150 - ap.218), consul II en 212;
                - Caius Iulius Camillus Asper, (v.180 - ap.212), consul en 212;
                  - (Caius) Iulius Camillus (Asp)er, (v.210 - ?), consul suffect[3];
                    - ? (Camilius Asper), (v.235 - ?);
                      - (Camilius Asper), (v.260 - ?);
                        - Camilius Asper, (v.285 - ap.313/24), curateur de Lavinium en 313/24;

                    - Iulia, (v.240 - ?), épouse de (Caius Maesius Fabius) Titianus;

                - Iulius Severus Calidus;
                - Camilia Aequa;

              - Iulia Iuliana;

      - Caius Iulius Sanctus;
      - Caius Iulius Rufus, (? - ap.50);

### Iuliid'Arménie
- Alexandre, (v.-35 - -7);
  - Tigrane V, (v.-10 - 36), Roi d'Arménie de 7 à 12;
  - Caius Iulius Alexander, (v.-10 - ?);
    - Caius Iulius Tigranes, (v.15 - ap.62), Roi d'Arménie de 60 à 62;
      - Caius Julius Alexander, (v.60 - ap.108), Roi de Cilicie en 72, consul suffect v.107/8;
        - Gaius Julius Alexander Berenicianus, (v.80 - ap.133), consul suffect en 116;
          - Julia Crispina, (? - ap.132);

        - Gaius Julius Agrippa, (v.80 - av.150);
          - Lucius Julius Gainius Fabius Agrippa, (v.100 - ap.118);

        - Iulia Iotapa, (v.80 - ?), épouse de Caius Iulius Quadratus Bassus;
        - ? (Iulia), (v.80 - ?), épouse un (Cassius)[3];

### IuliideMauritanie
- Caius Julius Juba, (v.-50 - 23/4), Roi de Mauritanie en -25;
  - Caius Julius Ptolemaus, (v.-11 - 1/40), Roi de Mauritanie en 24;
    - Drusilla, (v.20 - ap.50), épouse de Caius Iulius Sohaemus puis d'Antonius Felix[3];

### Iuliid'Egypte
- N, (v.-45 - ?);
  - Philon, (v.-20 - v.45);
  - Tiberius Iulius Alexander, (v.-15 - 69), Alabarque;
    - Tiberius Julius Alexander, (v.10 - ap.70), Préfet d'Égypte de 66 à 69;
      - (Tiberius Iulius Alexander), (v.40 - ?);
        - Tiberius Iulius Alexander Iulianus, (v.75 - ap.119), consul suffect en 117;

    - Marcus Julius Alexander, (12 - 8/44);

#### Autres
- Julius Pollux, (v.130 - v.188), sophiste et grammairien, l'un des maitres de Commode.

### IuliideThrace
- Imp. Caesar Caius Iulius Verus Maximinus Aug., (v.173 - 4/238) Augustus en 235;
  - Caius Julius Verus Maximus Caesar, (v.217/20 - 5/238), Caesar en 236;

### Iuliide Dalmatie
- Sextus Julius Severus, (v.85 - ap.133), consul suffect en 127, propréteur de Bretagne;

#### Autres
- (Iulius) Nepotianus, (v.415 - 465), comes, magister militiae
  - Julius Nepos, (v.440 - 9/5/480), Augustus de 474 à 475;

### Iuliidu Bosphore
Le roi du Bosphore Aspourgos obtient de l'empereur Tibère la citoyenneté romaine en même temps que son royaume devint vassal de Rome.
- Tiberius Iulius Aspurgus, (v.-20 - 37), roi du Bosphore;
  - Tiberius Iulius Mithradates, (v.5 - 7/68), roi du Bosphore de 39 à 44;
  - Tiberius Iulius Cotys, (v.10 - 68/9), roi du Bosphore de 45 à 63;
    - Tiberius Iulius Rhescuporis, (v.35 - v.91/2), roi du Bosphore en 69;
      - Tiberius Iulius Sauromates, (v.70 - v.123/4), roi du Bosphore en 93;
        - Tiberius Iulius Cotys, (v.100 - v.132/3), roi du Bosphore en 124;
          - ? Tiberius Iulius Rhescuporis, (v.125 - 153), roi du Bosphore en 133;
            - Tiberius Iulius Sauromates, (v.150 - 210), roi du Bosphore en 174
              - Tiberius Iulius Rhescuporis, (v.175 - 226), roi du Bosphore en 211;
                - ? Tiberius Iulius Sauromates, (v.195 - 232), roi du Bosphore;
                  - ? Tiberius Iulius Rhescuporis, (v.215 - 277), roi du Bosphore en 240;
                    - ? Tiberius Iulius Sauromates, (v.250 - 276), co-roi du Bosphore;
                    - ? Tiberius Iulius Thothorses, (v.260 - 308), roi du Bosphore en 285
                      - ? Tiberius Iulius Rhadamcades, (v.285 - 322), roi du Bosphore en 309;
                      - ? Tiberius Iulius Rhescuporis, (v.290 - 341), roi du Bosphore en 315;
                      - Nana, (v.295 - ap.337), épouse de Mirian III d'Ibérie;

                  - ? Tiberius Iulius Teiranes, (v.220 - 279), roi du Bosphore en 277;

                - Tiberius Iulius Cotys, (v.200 - 234), roi du Bosphore en 227;
                - ? Tiberius Iulius Ininthimeos, (v.205 - 239), roi du Bosphore en 235;

          - ? Tiberius Iulius Eurapor, (v.130 - 171), roi du Bosphore en 154[3];

### Autres
- Caius Julius Hyginus, (-67 - -17), affranchie d'Auguste;
- Julius Marathus, affranchie et archiviste d'Auguste[a 9];
- Julius Modestus, un affranchie de Caius Julius Hyginus, qui devint un grammairien réputé[a 10];
- Caius Julius Polybios, (v.5 - 47), affranchie de Caligula;
- Caius Julius Callistus, (v.5 - 49), affranchie de Caligula;
- Marcus Julius Romulus, (v.25 - ap.69), tribun de la plèbe en 54, proconsul de Macédoine[b 12];
- Caius Iulius Iuvenalis, (v.40 - ap.81), consul suffect en 81.
- Lucius Iulius Ursus, (v.40 - ap.v.101), Préfet de l'annone en 74, Préfet d'Égypte en 76, Préfet du prétoire, consul suffect en 83, en 98 et en 100.
- Julius Maternus, (? - ap.v.90), explorateur et commerçant romain;
- Julius Candidus, (v.155 - ap.186/7), chevalier romain, a rationibus, ami de Commode[a 11];
- Julius Paulus, (v.160 - ap.222), jurisconsulte ;
- Caius Iulius Flaccus Aelianus, (v.165 - ap.v.198), légat propréteur de Cappadoce;
- Sextus Julius Africanus, (v.160 - v.240), historien chrétien ;
- Caius Julius Septimius Castinus, (v. 160 - 218/9), consul suffect, assassiné sur ordre d'Héliogabale.
- Julius Titianus, (? - ap.235/8), rhéteur et fils de rhéteur, il exerça à Besançon puis à Lyon, il fut le précepteur du fils de Maximin-le-Thrace[a 12].
- Iulius Placidianus, (v.230 - ap.273), Préfet du prétoire, consul en 273.
- Julius Saturninus, (v.230/40 - 281), usurpateur romain en 281.
- Caius Julius Solinus, grammairien du IIIe siècle ;
- Iulius Festus, (v.290 - ap.v.320), préteur urbain vers 320[b 13];
- Julius Exsuperantius, historien du IVe siècle ;
- Julius Obsequens, historien romain du IVe siècle.

## Apparitions de la familleIuliadans la fiction
La gens Iulia est l'une des trois familles romaines jouables de la faction romaine dans les jeux de stratégie historiques Rome: Total War et Total War : Rome II.
La famille Iulia apparait dans la série Rome et on y retrouve Auguste ainsi que César durant son ascension.